# Latouchia formosensis
Espèce
Latouchia formosensis est une espèce d'araignées mygalomorphes de la famille des Halonoproctidae.

## Distribution
Cette espèce est endémique de Taïwan.

## Description
Le mâle holotype de Latouchia formosensis smithi mesure 20,43 mm et la femelle paratype 16,92 mm.

## Liste des sous-espèces
Selon World Spider Catalog (version 23.5, 05/09/2022) :
- Latouchia formosensis formosensis Kayashima, 1943
- Latouchia formosensis smithi Tso, Haupt & Zhu, 2003

## Systématique et taxinomie
Cette espèce a été décrite par Kishida en 1943.
Latouchia formosensis hyla a été élevée au rang d'espèce par Ono en 2009.

## Étymologie
Son nom d'espèce, composé de formos[a] et du suffixe latin -ensis, « qui vit dans, qui habite », lui a été donné en référence au lieu de sa découverte, Formose, l'ancien nom de Taïwan.
La sous-espèce est nommée en l'honneur d'Andrew M. Smith.

## Publications originales
- Kayashima, 1943 : Spiders of Formosa. Tokyo, p. 1-70.
- Tso, Haupt & Zhu, 2003 : « The trapdoor spider family Ctenizidae (Arachnida: Araneae) from Taiwan. » The Raffles Bulletin of Zoology, vol. 51, no 1, p. 25-33 (texte intégral).